# Растворимый чай
Растворимый чай (экстрагированный чай) — концентрат чая, приготовление которого не требует заваривания — достаточно растворить порошкообразный, пастообразный, гранулированный или жидкий экстракт чая в воде.

## История
Попытки заготовки чайных концентратов в виде хорошо растворимого экстракта, не требующего процедуры заваривания, предпринимались издавна. Первые сведения о приготовлении экстрагированных чаёв относятся к Китаю X—XII веков. В то время уже существовала технология изготовления сухого чайного сока: из свежесобранных чайных листьев с помощью пресса выдавливался жидкий сок, который при высыхании давал небольшие кристаллы. Для приготовления чая достаточно было растворить некоторое количество кристаллов в горячей (около 60 °C) воде. Поскольку технология производства кристаллов чайного сока была очень простой и «холодной» (всего две операции — выдавливание сока и сушка на воздухе, без использования высокой температуры), получившийся раствор сохранял вкусовые и ароматические свойства обычного чая и, по описаниям, превосходил по своим вкусовым качествам обычные заваренные зелёные чаи. Однако количество добываемого сока оказывалось слишком мало, из-за чего производство было недопустимо дорогим: из 100 кг чайного листа удавалось получить всего около 400 г сухого чая при норме заваривания несколько граммов на порцию (то есть около килограмма чайных листьев уходило на одну чашку чая). Растворимый чай подавался исключительно к столу императора.
Император Тайцзу  запретил изготовление растворимого чая, сочтя, что оно, из-за чрезвычайной дороговизны, разоряет народ. Приготовление чайных экстрактов после этого запрета не прекратилось, но масштабы существенно сократились. В Китае продолжали готовить экстрагированный чай, по крайней мере, до XIX века, но потреблялся он чрезвычайно мало.

## Современный растворимый чай

### Технология
Современные растворимые чаи готовят либо непосредственной переработкой чайных листьев с выделением из них сока, либо из настоя высококонцентрированного чая. Первый метод применяется в чаепроизводящих странах (Индия, Шри-Ланка), второй — в Европе и США, где в качестве основного сырья для производства используется сухой байховый чай, как правило, наиболее дешёвый и низкокачественный. Современные технологии приготовления растворимого чая весьма эффективны и экономичны — растворимый чай по себестоимости не дороже обычного байхового.
Детали технологического процесса у различных производителей отличаются, многие из них запатентованы и держатся в секрете. Тем не менее, базовый технологический цикл стандартен: готовится настой чая по возможности высокой концентрации, с применением различных способов, увеличивающих экстрактивность чайного листа. В результате в настой переходит максимум веществ, которые чай вообще способен отдавать. Затем настой выпаривается либо до состояния порошка, либо до достижения требуемой крепости. Сухой порошок может обрабатываться для получения гранул или таблеток, а может идти в продажу непосредственно. Жидкий экстракт фасуется по флаконам. Таблетированный и жидкий растворимый чай сейчас встречается редко, наиболее распространена форма фасовки в виде порошка в банки объёмом до литра или в одноразовые пластиковые пакетики, аналогичные пакетикам для растворимого кофе. Как правило, растворимый чай фасуется уже с добавками — сахаром, ароматизаторами, лимонной кислотой, имитированными (тоже быстрорастворимыми) сливками и пр.
В СССР в 1960-е годы Бокучавой и Пруидзе был предложен оригинальный метод изготовления растворимого пищевого красителя на основе чая из нестандартного сырья — подрезного материала и листьев, выбракованных после машинной сборки. Метод обещал значительный экономический эффект (себестоимость растворимого зелёного чая, изготовленного этим методом, была в 4-6 раз меньше себестоимости байхового зелёного чая) при том, что по составу и полезным свойствам чай был не хуже байхового. Массовое производство чая по этому методу не было налажено.

### Характеристика
Современный растворимый чай по своему химическому составу и свойствам не особенно сильно отличается от чая, заваренного из сухого листа. Положительным его свойством является простота и быстрота приготовления — не требуется правильной процедуры заваривания. Для потребителей, на первое место ставящих стимулирующее действие чая, удобно то, что приготовить высококонцентрированный (и содержащий большое количество кофеина) раствор можно очень легко — растворив в чашке не одну, а несколько разовых доз порошка. В отличие от рассыпного или пакетированного чая, он не требует кипячения воды непосредственно перед завариванием.
Растворимый чай очень компактен (разовая норма порошка на чашку чая — около 0,5 г) и не требует для приготовления никакой специальной посуды, что может оказаться важным для туристов, альпинистов, геологов и в прочих ситуациях, когда есть ограничения на объём или массу носимых или возимых с собой предметов. Приготовление растворимого чая практически не оставляет отходов, что удобно в транспорте, в офисе или иных условиях, когда затруднительно избавляться от остатков заварки и мыть посуду.
По своим вкусовым и ароматическим свойствам современный растворимый чай не может составить даже слабой конкуренции обычному байховому чаю, заваренному традиционным образом. Причина в том, что технология изготовления растворимого чая, включающая нагрев до высоких температур, выпаривание, проводимые в металлических ёмкостях, с неизбежностью приводит к потере эфирных масел, составляющих основу аромата чая. Вещества входящие в состав чая, не всегда нормально переносят контакт с металлом при высоких температурах. Вследствие этого растворимый чай имеет достаточно слабый вкус и практически совершенно не имеет аромата. Этот недостаток восполняется ароматизацией.

### Распространение
Растворимый чай кратковременно стал довольно популярным в конце 1960-х — начале 1970 годов среди городского населения промышленно развитых стран. В эти годы его производство было налажено во многих странах мира. Однако ни в одной из стран, имеющих давние традиции употребления чая, растворимый чай не прижился, так как по своим потребительским качествам он совершенно не может конкурировать даже с невысокого качества байховым чаем. Быстрорастворимый чай сравнительно более популярен там, где традиционно массовым напитком является кофе, а традиции чаепития не развиты. К настоящему времени из западных стран производство растворимого чая в массовых количествах сохраняется только в США.